# Авиационные происшествия Аэрофлота 1987 года
Авиационные происшествия и инциденты, включая угоны, произошедшие с воздушными судами Министерства гражданской авиации СССР (Аэрофлот) в 1987 году.
В этом году крупнейшие катастрофы с воздушными судами предприятия «Аэрофлот» произошли 16 января в Ташкенте, когда самолёт Як-40 разбился при взлёте (подробнее…), и 6 марта близ Алма-Аты, когда самолёт Ан-26 при заходе на посадку отклонился от трассы и врезался в гору; в обоих происшествиях погибли по 9 человек.

## Список
Отмечены происшествия и инциденты, когда воздушное судно было восстановлено.
| Дата                  | Место                                                 | ВС       | Бортовой номер | Управление          | Жертв | Описание | И      |
| --------------------- | ----------------------------------------------------- | -------- | -------------- | ------------------- | ----- | --- | ------ |
| 6 января 1987 года    | близ Урожайного                                       | Ан-2Р    | 16075          | Казахское           | 2/2   | Столкновение с землёй из-за уклонения с маршрута при неблагоприятных погодных условиях | [ 1 ]  |
| 16 января 1987 года   | Ташкент                                               | Як-40    | 87618          | Узбекское           | 9/9   | Упал при взлёте, попав в спутный след взлетевшего перед ним тяжёлого Ил-76 (подробнее…) | [ 2 ]  |
| 25 января 1987 года   | Тарногский Городок                                    | Як-40    | 87696          | Ленинградское       | 0/26  | При взлёте из-за отказа переднего шасси отвернул вправо и выкатился за пределы ВПП | [ 3 ]  |
| 7 февраля 1987 года   | н.д.                                                  | Ан-12Б   | 11378          | Магаданское         | ?/?   | Подробности неизвестны | [ 4 ]  |
| 5 февраля 1987 года   | ледник Ронне, станция Дружная-2                       | Ми-8Т    | 22789          | Центральных районов | 0/?   | Потерял высоту после взлёта и врезался в снег из-за дезориентации экипажа в условиях белой мглы                                                                                               | [ 5 ]  |
| 19 февраля 1987 года  | близ Петрозаводска                                    | Ми-8     | 25805          | Ленинградское       | 0/?   | Опрокинулся при посадке на замёрзшее озеро, ударившись хвостовым винтом об лёд | [ 6 ]  |
| 24 февраля 1987 года  | Полюдовичи, Полоцкий район                            | Ми-2     | 20991          | Белорусское         | 2/2   | Столкновение с землёй при заходе на посадку в условиях белой мглы | [ 7 ]  |
| 27 февраля 1987 года  | Пуровский район, близ Тарко-Сале                      | Ми-6     | 21195          | Тюменское           | 0/?   | Вынужденная посадка после отказа и пожара левого двигателя; после приземления пожар уничтожил вертолёт                                                                                        | [ 8 ]  |
| 6 марта 1987 года     | близ Алма-Аты                                         | Ан-26    | 26007          | Таджикское          | 9/9   | Столкновение с горой при заходе на посадку | [ 9 ]  |
| апрель 1987 года      | н.д.                                                  | Ан-2Р    | 56436          | Северо-Кавказское   | 0/?   | Подробности неизвестны | [ 10 ] |
| 1 апреля 1987 года    | Сумы                                                  | Ми-2     | 23335          | Северо-Кавказское   | 0/?   | В тренировочном полёте зацепил хвостовым винтом поверхность воды и упал в водоём | [ 11 ] |
| 23 апреля 1987 года   | Матвеево-Курганский район, близ Марфинки              | Ми-2     | 20825          | Северо-Кавказское   | 0/?   | Опрокинулся при взлёте из-за ошибок в пилотировании | [ 12 ] |
| 24 апреля 1987 года   | Таштагольский район                                   | Ми-2     | 15876          | Западно-Сибирское   | 3/3   | Столкновение с горой из-за уклонения с маршрута | [ 13 ] |
| 24 апреля 1987 года   | Северный Ледовитый океан                              | Ан-2ТП   | 62566          | Якутское            | 0/?   | Провалился после посадки на лёд, а через некоторое время затонул | [ 14 ] |
| 24 апреля 1987 года   | Кузоватовский район, близ Смышляевки                  | Ан-2Р    | 17879          | Коми                | 0/?   | Столкновение с землёй в ходе авиационно-химических работ из-за отвлечения экипажа | [ 15 ] |
| 1 мая 1987 года       | ЯНАО, Харасавэй                                       | Ми-8Т    | 24669          | Коми                | 0/?   | Грубая посадка из-за ошибок в пилотировании при уходе на второй круг | [ 16 ] |
| 6 мая 1987 года       | Тамбов                                                | Ан-2Р    | 31528          | Казахское           | 1/?   | Разбился после вылета из-за пьяного экипажа | [ 17 ] |
| 12 мая 1987 года      | близ Туймазы                                          | Ми-8     | 25354          | Приволжское         | 0/?   | Разбился при вынужденной посадке после столкновения с птицами | [ 18 ] |
| 15 мая 1987 года      | Похвистневский район, близ Старого Аманака            | Ан-2Р    | 31491          | Приволжское         | 0/?   | Разбился при вынужденной посадке после истощения топлива | [ 19 ] |
| 17 мая 1987 года      | Могочинский район, близ Могочи                        | Ми-4А    | 63817          | Восточно-Сибирское  | 0/?   | От выхлопа из двигателей загорелась трава на площадке, после чего пожар уничтожил вертолёт | [ 20 ] |
| 19 мая 1987 года      | Большесидоровское, Красногвардейский район            | Ан-2Р    | 07570          | Казахское           | 0/?   | Столкновение с землёй в ходе авиационно-химических работ из-за отвлечения экипажа | [ 21 ] |
| 22 мая 1987 года      | близ Марснени                                         | Ан-2Р    | 02491          | Латвийское          | 0/?   | Разбился после отказа двигателя | [ 22 ] |
| 23 мая 1987 года      | Орловская область, близ Васильевки                    | Ми-2     | 23431          | Молдавское          | 0/?   | Опрокинулся при вынужденной посадке | [ 23 ] |
| 26 мая 1987 года      | Усинский район, площадка «Сынянырд»                   | Ми-2     | 23413          | Коми                | 0/?   | Разбился при вынужденной посадке после остановки двигателей | [ 24 ] |
| 26 мая 1987 года      | Кременчуг                                             | Ми-2     | 23948          | Кременчугское ЛУ ГА | 0/?   | В ходе тренировочного полёта при висении потерял высоту и ударился о землю | [ 25 ] |
| 27 мая 1987 года      | Таймырский АО, близ Дудинки                           | Ми-2     | 23948          | Красноярское        | 0/?   | Разбился при самовольном вылете | [ 26 ] |
| 27 мая 1987 года      | Балтийское море, Готланд                              | Ан-2Р    | 70501          | Казахское           | 0/1   | Угнан бывшим пилотом (24-летний Роман Свистунов) в Швецию; вынужденное приводнение близ Готланда из-за истощения топлива (подробнее…).                                                        | [ 27 ] |
| 31 мая 1987 года      | Троицко-Печорский район, близ Троицко-Печорска        | Ан-2Р    | 70814          | Коми                | 0/?   | Разбился при взлёте после остановки двигателя из-за попадания сухой травы в воздухозаборник                                                                                                   | [ 28 ] |
| 3 июня 1987 года      | Закарпатская область                                  | Ми-2     | 20168          | Украинское          | 0/?   | Столкновение с ЛЭП из-за отвлечения пилота | [ 29 ] |
| 4 июня 1987 года      | близ Ванавары                                         | Ми-8Т    | 22666          | Красноярское        | 0/3   | При посадке на буровую ударился хвостовой балкой о препятствия, перевернулся и сгорел | [ 30 ] |
| 4 июня 1987 года      | Териберка                                             | Ка-32Т   | 31004          | Ленинградское       | 4/4   | При подъёме опоры ЛЭП один из подстропников оборвался. после чего освободившийся трос подвески соамортизировав подлетел вверх, врезавшись в лопасти несущего винта и разрушив их (подробнее…) | [ 31 ] |
| 9 июня 1987 года      | близ Болотницы                                        | Ан-2Р    | 06287          | Молдавское          | 0/?   | Столкновение с землёй в ходе авиационно-химических работ из-за отвлечения экипажа | [ 32 ] |
| 9 июня 1987 года      | Актюбинская область                                   | Ми-8     | 25726          | Казахское           | 0/?   | Опрокинулся при рулении по аэродрому из-за разрушения стойки шасси | [ 33 ] |
| 13 июня 1987 года     | Ытык-Кюёль                                            | L-410M   | 67239          | Якутское            | 0/0   | Повреждены на стоянке шквальным ветром | [ 34 ] |
| 13 июня 1987 года     | Ытык-Кюёль                                            | Ан-2Р    | 70129          | Якутское            | 0/0   | Повреждены на стоянке шквальным ветром | [ 35 ] |
| 13 июня 1987 года     | Ытык-Кюёль                                            | Ан-2Р    | 84655          | Якутское            | 0/0   | Повреждены на стоянке шквальным ветром | [ 36 ] |
| 14 июня 1987 года     | Чугуевский район, близ Самарки                        | Ка-26    | 19512          | Дальневосточное     | 0/?   | В ходе полёта упал на землю из-за ошибок в пилотировании | [ 37 ] |
| 15 июня 1987 года     | Новодугинский район, близ Новодугина                  | Ан-2Р    | 35307          | Центральных районов | 0/?   | Попав в нисходящий поток потерял высоту и врезался в землю | [ 38 ] |
| 17 июня 1987 года     | Московский, Кулябская область                         | Ан-2Р    | 70584          | Таджикское          | 0/?   | При посадке зацепил топливозаправщик | [ 39 ] |
| 19 июня 1987 года     | Бердянск                                              | Як-40    | 87826          | Украинское          | 8/29  | Выкатывание за пределы ВПП при посадке (подробнее…) | [ 40 ] |
| 19 июня 1987 года     | Ленинский район                                       | Ан-2     | 17897          | Белорусское         | 1/2   | Столкновение с землёй в ходе авиационно-химических работ из-за переутомления экипажа | [ 41 ] |
| 19 июня 1987 года     | Одесская область                                      | Ан-2Р    | 40806          | Украинское          | 0/?   | Столкновение с землёй в ходе авиационно-химических работ | [ 42 ] |
| 22 июня 1987 года     | Пригородный район                                     | Ми-2     | 20928          | Северо-Кавказское   | 0/2   | Столкновение с горным склоном при пролёте ущелья в условиях турбулентности | [ 43 ] |
| 23 июня 1987 года     | Багдарин                                              | Ми-2     | 20586          | Восточно-Сибирское  | 0/?   | Разбился после отказа в полёте двигателя и ошибок экипажа в пилотировании | [ 44 ] |
| 1 июля 1987 года      | Озёрный, Светлинский район                            | Ан-2Р    | 54849          | Приволжское         | 0/2   | Сваливание и столкновение с землёй в ходе авиационно-химических работ из-за неверного манёвра                                                                                                 | [ 45 ] |
| 5 июля 1987 года      | Каквинские Печи, близ Карпинска                       | Ан-2П    | 32402          | Уральское           | 0/?   | Столкновение с горой после уклонения от трассы при заходе на посадку | [ 46 ] |
| 6 июля 1987 года      | близ Дманиси                                          | Ми-2     | 20634          | Грузинское          | 0/?   | Разбился после пожара двигателя | [ 47 ] |
| 20 июля 1987 года     | н.д.                                                  | Ан-2ТП   | 40556          | Якутское            | 0/?   | Разрушение шасси при посадке | [ 48 ] |
| 21 июля 1987 года     | н.д.                                                  | Ан-2ТП   | 02763          | Якутское            | 0/?   | Столкновение с забором при посадке | [ 49 ] |
| 23 июля 1987 года     | Рига (либо Иваново)                                   | Ту-134А  | 65874          | Украинское          | 0/?   | Подробности неизвестны | [ 51 ] |
| 7 августа 1987 года   | Средигорное                                           | Ми-2     | 20175          | Казахское           | 1/1   | Столкновение с ЛЭП в ходе авиационно-химических работ | [ 52 ] |
| 14 августа 1987 года  | Коми Автономная Советская Социалистическая Республика | Ан-28    | 28741          | Коми                | 0/?   | Повреждён при посадке | [ 53 ] |
| 17 августа 1987 года  | близ Валька                                           | Ан-2     | 32447          | Красноярское        | 0/18  | Столкновение горным склоном из-за уклонения с маршрута | [ 54 ] |
| 22 августа 1987 года  | близ Новосибирска                                     | Ан-2     | 01641          | Западно-Сибирское   | 0/14  | Вынужденная посадка на лес из-за отказа двигателя | [ 55 ] |
| 24 августа 1987 года  | Бозой                                                 | Ан-2ТП   | 40591          | Казахское           | 0/?   | Выполнил посадку на автодорогу вместо аэродрома. При взлёте врезался в бруствер и трубу газопровода.                                                                                          | [ 56 ] |
| 4 сентября 1987 года  | Добринский район (78°38′40″ с. ш. 16°22′28″ в. д.)    | Ан-2     | 70226          | Центральных районов | 3/3   | Потеря управления и падение на землю из-за столкновения с птицей и действий пьяного пилота | [ 57 ] |
| 7 сентября 1987 года  | Омск                                                  | Ан-12Б   | 12971          | Магаданское         | 0/?   | Подробности неизвестны | [ 58 ] |
| 24 сентября 1987 года | Якутия                                                | L-410M   | 67249          | Якутское            | 0/?   | В тренировочном полёте ударился левой плоскостью о землю | [ 59 ] |
| 18 октября 1987 года  | Саратов                                               | L-410UVP | 67334          | Приволжское         | 0/?   | Посадка с убранными шасси | [ 60 ] |
| 24 октября 1987 года  | Аполлоновка                                           | Ан-2     | 35330          | Украинское          | 2/2   | Столкновение с ЛЭП и деревьями в ходе авиационно-химических работ из-за отвлечения экипажа | [ 61 ] |
| 7 ноября 1987 года    | Тумнин                                                | Ми-6А    | 21033          | Дальневосточное     | 1/5   | Потеря управления и падение на землю из-за отказа трансмиссии хвостового винта | [ 62 ] |
| 8 декабря 1987 года   | Лена, близ Головского                                 | Ми-2     | 20776          | Восточно-Сибирское  | 2/2   | Упал на землю из-за отравления пилота угарным газом из двигателя | [ 63 ] |
| 12 декабря 1987 года  | Кондинский район, близ Лугового                       | Ан-2П    | 70277          | Восточно-Сибирское  | 0/?   | Упал при взлёте из-за перегруза | [ 64 ] |
| 15 декабря 1987 года  | Пятигорск                                             | Ан-2Р    | 06324          | Северо-Кавказское   | ?/?   | Подробности неизвестны | [ 65 ] |